# Pont ferroviaire d'Asnières
Ne doit pas être confondu avec Pont d'Asnières.
Le pont ferroviaire d'Asnières franchit la Seine entre la commune d'Asnières-sur-Seine, sur la rive gauche du fleuve, au nord-ouest, et les communes de Clichy, d'une part, Levallois-Perret, d'autre part, sur la rive droite, au sud-est. L'axe du pont sert de limite entre ces deux dernières communes. Avec ses dix voies, ce pont ferroviaire est un des plus larges d'Europe.

## Historique
En 1837, un premier pont de chemin de fer est construit pour la ligne de Paris à Saint-Germain-en-Laye. Émile Clapeyron en dirige le chantier. Il est remplacé en 1851 par un pont à tablier métallique portant quatre voies, conçu par Eugène Flachat et construit par Léon Isidore Molinos (1828-1914) au sein de la société Ernest Goüin et Cie.
Il est utilisé comme ligne d'arrivée de la régate olympique de l'aviron lors des Jeux olympiques de 1900.
Il est élargi à six voies en 1911 et une dernière fois à dix voies en 1926.

## Galerie de photographies

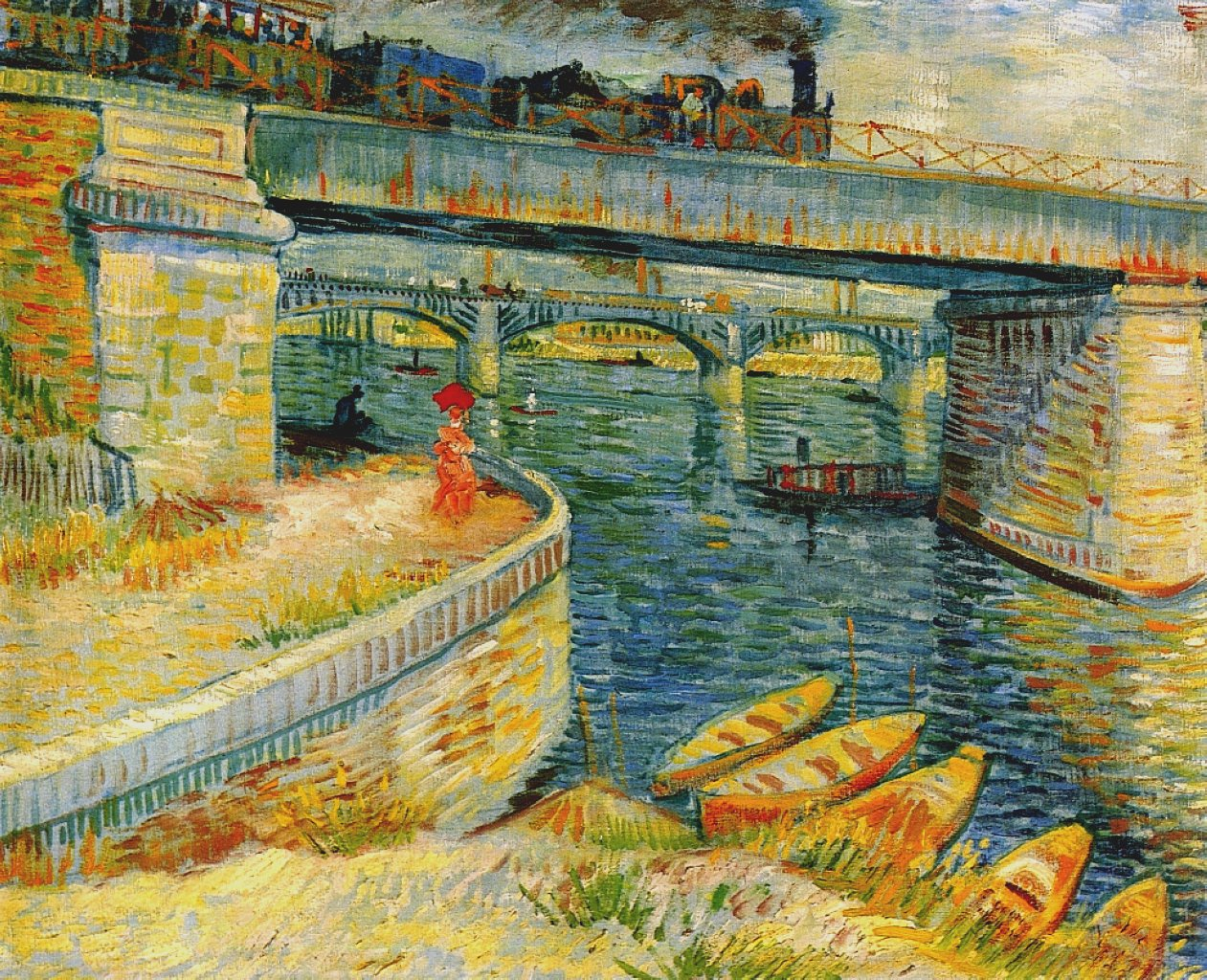
Vincent van Gogh, Les ponts sur la Seine à Asnières.
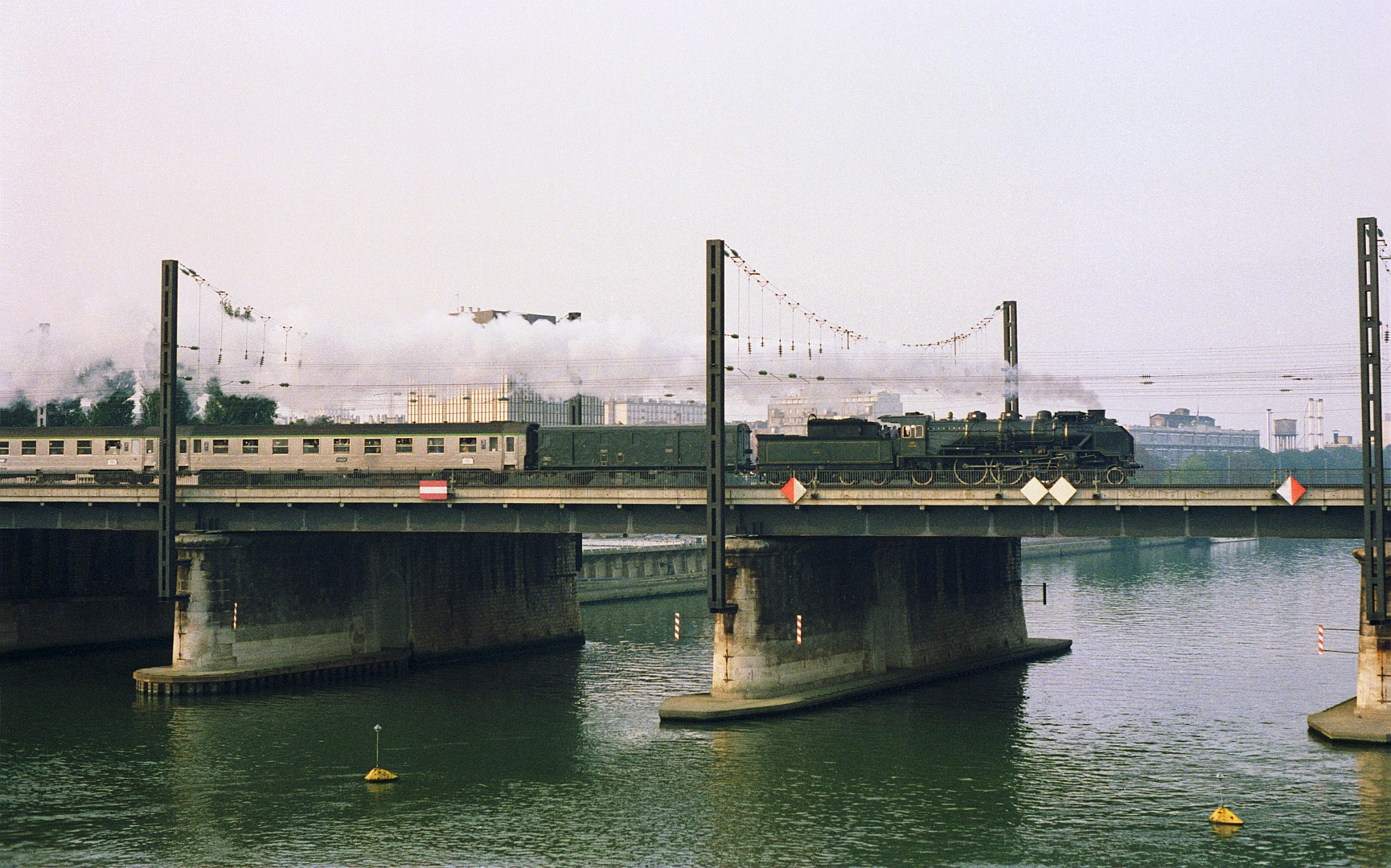
Un train à vapeur pour Le Havre franchit le pont ferroviaire d'Asnières, en octobre 1987.
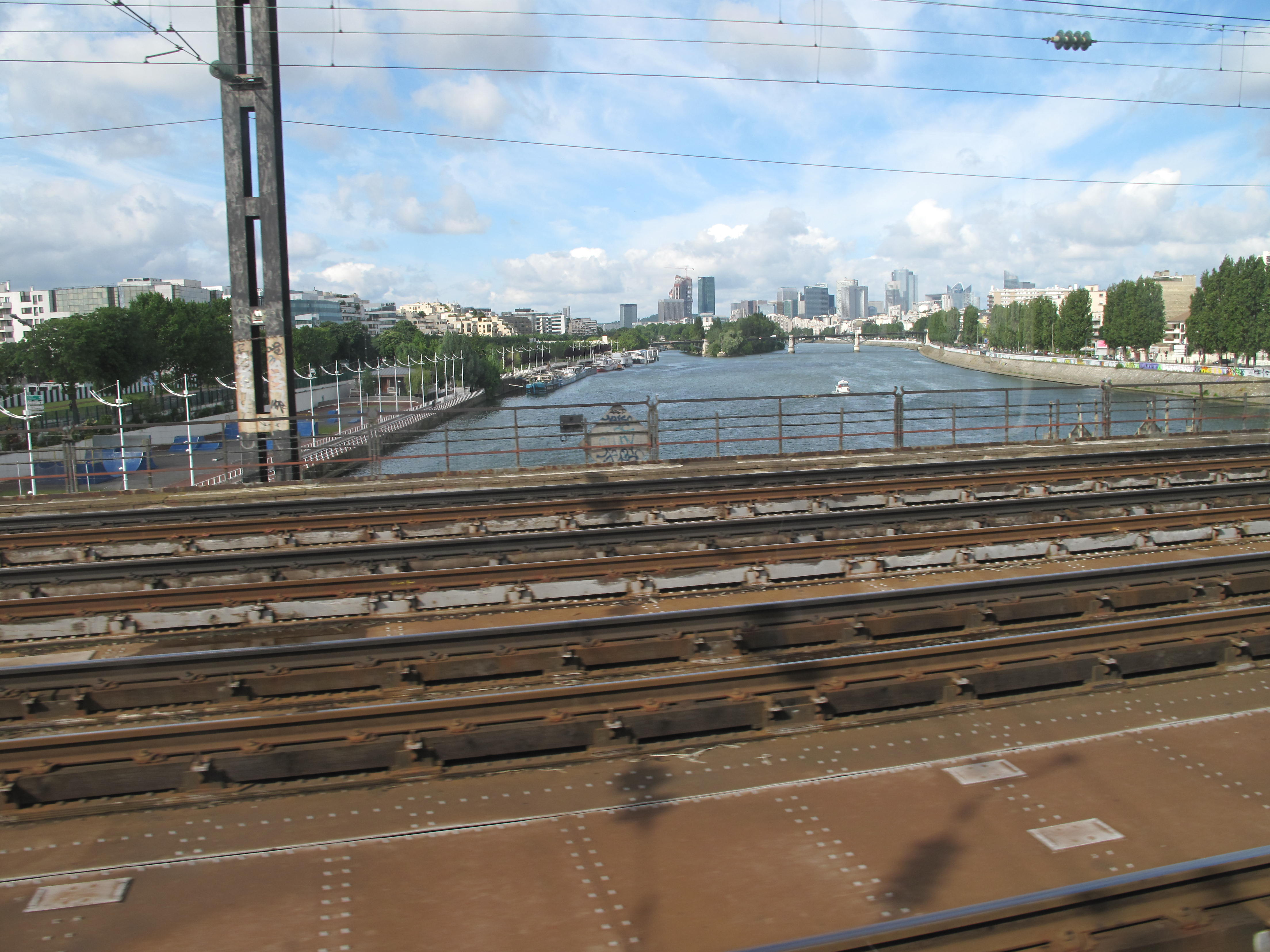
Vue vers La Défense.